# Day Off of the Devil
«Day Off of the Devil» es un sencillo de la banda finlandesa de hard rock Lordi, que fue publicado el 7 de enero de 2022. Es el sexto sencillo de la caja recopilatoria Lordiversity. El sencillo pertenece al álbum Skelectric Dinosaur, ambientado en 1975.

## Lista de canciones
1. Day Off of the Devil (3:33)

## Créditos
- Mr. Lordi (vocalista)
- Amen (guitarra)
- Hiisi (bajo)
- Mana (batería)
- Hella (piano)